# 蜘蛛女
『蜘蛛女』（くもおんな、原題: Romeo Is Bleeding）は、1993年製作のイギリス・アメリカ合作映画。原題の"Romeo Is Bleeding"はトム・ウェイツの曲名から取られている。日本公開時のキャッチフレーズは「獲らえて、逃がして、また誘う。」。

## ストーリー
ジャック・グリマルディは巡査部長でありながらマフィアにも内通し、報酬を得ていた。同僚からロミオ（色男）と囃される彼は、美しい妻のナタリーと愛し合いながらも、若い愛人シェリーまで囲い、マフィアからの賄賂で潤った快適な生活を送っていた。
ある日、ジャックはマフィアのロシア系の女殺し屋モナ・デマルコフを護送する任務に就く。モナは美しく強烈な魅力を放っていたが、マフィアのボスのドン・ファルコーネでさえ持て余し怖れるほど、狡猾で残忍な女でもあった。モナから自分を逃がすよう持ちかけられ誘惑されたジャックは、まるで蜘蛛の巣に絡め獲られていく獲物の様に、次から次へと彼女の罠に嵌られ破滅へと追いやられていく。

## キャスト
| 役名                   | 俳優                                  | 日本語吹替               | 日本語吹替                                                       |
| 役名                   | 俳優                                  | ソフト版                 | テレビ朝日版                                                     |
| ---------------------- | ------------------------------------- | ------------------------ | ---------------------------------------------------------------- |
| ジャック・グリマルディ | ゲイリー・オールドマン                | 安原義人                 | 山寺宏一                                                         |
| モナ・デマルコフ       | レナ・オリン                          | 谷育子                   | 塩田朋子                                                         |
| ナタリー・グリマルディ | アナベラ・シオラ                      | 一柳みる                 | 岡本茉利                                                         |
| シェリー               | ジュリエット・ルイス                  | 渡辺美佐                 | 田中敦子                                                         |
| ドン・ファルコーネ     | ロイ・シャイダー                      | 江角英明                 | 家弓家正                                                         |
| サル                   | マイケル・ウィンコット                | 大友龍三郎               | 大友龍三郎                                                       |
| マーティ               | ウィル・パットン                      | 田原アルノ               | 牛山茂                                                           |
| ケイジ                 | ジェームズ・クロムウェル              | 伊井篤史                 | 城山堅                                                           |
| ジョーイ               | ラリー・ジョシュア                    | 秋元羊介                 |                                                                  |
| スカリー               | デヴィッド・プローヴァル              | 福田信昭                 |                                                                  |
| ジャックの弁護士       | ロン・パールマン                      | 土師孝也                 | 田中正彦                                                         |
| ニック・ガザーラ       | デニス・ファリーナ （ノンクレジット） | 有本欽隆                 | 筈見純                                                           |
| その他                 | N/A                                   | 島香裕 小野健一 種田文子 | 相沢正輝 目黒裕一 滝沢久美子 手塚秀彰 大山高男 佐藤祐四 笹岡繁蔵 |
|                        |                                       |                          |                                                                  |
| 演出                   | 演出                                  | 清水勝則                 | 蕨南勝之                                                         |
| 翻訳                   | 翻訳                                  | 武満真樹                 | 徐賀世子                                                         |
| 調整                   | 調整                                  | 佃安夫                   | 遠西勝三                                                         |
| 効果                   | 効果                                  |                          | 南部満治                                                         |
| 制作                   | 制作                                  | ザック・プロモーション   | ザック・プロモーション                                           |
| 初回放送               | 初回放送                              |                          | 1996年2月4日 『日曜洋画劇場』                                    |

- 2025年3月28日発売の『蜘蛛女 HDリマスター版ブルーレイ』には2種類の吹替を収録[2][3]。